# Meneuse de revue
Une meneuse de revue est la vedette principale dans un spectacle de revue.

## Quelques meneuses de revue célèbres
- Joséphine Baker
- Gypsy Rose Lee
- Annie Cordy
- Norma Duval
- María Conesa
- Line Renaud
- Mistinguett
- Coccinelle
- Liliane Montevecchi
- Lova Moor
- Marie France (Garcia)
- Dani (Danièle Graule)
- Marlène Mourreau
- Arielle Dombasle (Dolorès Sugar Rose)
- Zizi Jeanmaire
- Lisette Malidor
- Nicole Croisille
- Iris Mittenaere
- Mary Santpere